# أفيردوان (باد كاليه)
أفيردوان (بالفرنسية: Averdoingt) هي بلدية فرنسية تقع في إقليم باد كاليه من منطقة نور با دو كاليه في شمال فرنسا. تبلغ مساحة هذه المدينة 8.33 (كم²)، وترتفع عن سطح البحر 148 م، يبلغ عدد سكانها 263 نسمة حسب إحصاء المعهد الوطني للإحصاء والدراسات الاقتصادية سنة 2009 م. وترأس Damien Montel البلدية خلال فترة (2008-2014).